# FAMAS
FAMAS, Fusil d'Assaut de la Manufacture d'Armes de Saint-Étienne, ("automatkarbin från vapenfabriken i Saint-Étienne") är en fransk automatkarbin som togs fram 1967 under ledning av den franske vapenkonstruktören Paul Tellie och utvecklades för att ersätta de föråldrade MAS-49/56-automatgevären och MAT-49-kulsprutepistolerna. Franska soldater brukar kalla FAMAS för Le Clairon, "Signalhornet" på grund av det distinkta handtaget på FAMAS ovansida.
År 2016 valdes den tysktillverkade automatkarbinen Heckler & Koch HK416 till att bli standardbeväpning i Frankrikes armé och ersatte därmed FAMAS som varit i franska arméns tjänst i cirka fyrtio år.